# Xosé Cuíña
Xosé Cuiña Crespo (Prado, Lalín, 25 de febrero de 1950 - Santiago de Compostela, 28 de diciembre de 2007) fue un político español del Partido Popular de Galicia (PPdeG).

## Biografía
Industrial, cursó estudios de perito agrónomo y biología en Valladolid y Santiago de Compostela, aunque sin llegar a finalizarlos.
Empezó su carrera política como alcalde de Lalín, su pueblo natal, entre 1979 y 1990, primero como independiente y luego por Alianza Popular. Después fue presidente de la Diputación Provincial de Pontevedra entre 1987 y 1990, consejero de Obras Públicas (1990-2003) de la Junta de Galicia bajo la presidencia de Manuel Fraga, secretario general del Partido Popular de Galicia entre 1990 y 1999, y diputado en el Parlamento de Galicia (1990-2007).
Como Consejero de Obras Públicas (después de Política Territorial) impulsó una red de vías de alta capacidad entre las que se encuentran la autovía La Coruña-Carballo, la autovía Puxeiros-Val Miñor, la autovía Ferrol-Puentes de García Rodríguez, el corredor central Lalín-Chantada-Monforte, la vía rápida del Salnés y la vía rápida del Barbanza. Estas actuaciones pretendían poner fin a la tradicional deficiencia de las comunicaciones terrestres de Galicia. Así mismo dispuso la redacción del proyecto de la Ley gallega 10/1995 de Ordenación del Territorio de Galicia, aprobada por unanimidad en el Parlamento de Galicia pero de escaso desarrollo y ejecución y la Ley 9/2002 del 30 de diciembre de ordenación urbanística y de protección del medio rural de Galicia, que pretendió poner fin al caos urbanístico y a la desaparición de la arquitectura rural gallega. Supuso además una mayor protección del litoral gallego mediante la ampliación de la servidumbre de costas de 100 a 200 metros desde el dominio público marítimo terrestre. Puso también en marcha un programa de rehabilitación de vivienda rural, erradicación del chabolismo e infravivienda con más de 30.000 actuaciones
Políticamente incidió en la línea galleguista abierta por Manuel Fraga a través del concepto autoidentificación. Así, en la asamblea del PPdG de 24 de abril de 1991, defendió un nacionalismo bien entendido con el límite de la "frontera de la autodeterminación". Su popularidad tenía como expresión los baños de masas de la romería anual del Monte Faro, concebida como una jornada festiva y de reafirmación galleguista del PPdG  y que concentraba en su comarca del Deza a los máximos dirigentes del partido.
Llegó a tener gran poder regional dentro del partido, y llegó a ser durante un tiempo uno de los candidatos mejor posicionados para sustituir a Fraga en su momento, pero la crisis del Prestige acabó con sus aspiraciones. En el 2003 fue obligado a dimitir de su puesto como consejero de la Junta después de que saliera a la luz que empresas de su emporio familiar habían vendido a la Junta trajes de agua y otros materiales para limpiar fuel. Una comisión parlamentaria demostró que había sido sin beneficio, y se atribuyó a una guerra interna de su propio partido entre los que, como Cuiña, pretendían mantener un PPdG autónomo y aquellos que defendían una plena sintonía con la dirección nacional (véase Escándalo de los trajes de agua)
En el 2005 presentó su candidatura a la sucesión de Fraga, pero no tuvo apoyos entre las bases del partido, y ni siquiera reunió avales suficientes para llegar al congreso que acabó entronizando al candidato de la dirección nacional, el exvicepresidente de la Junta de Galicia Alberto Núñez Feijóo. Después de esta derrota, Cuiña aseguró que no abandonaría la organización. Y así lo cumplió, ya que mantuvo su puesto como diputado en el Parlamento de Galicia hasta sus últimos días.
Falleció el 28 de diciembre de 2007 tras una infección respiratoria, agravada por una neumonía, a los 57 años de edad en el Hospital Clínico de Santiago de Compostela.

## Escándalo de los trajes de agua
Cuiña fue el considerado delfín de Manuel Fraga, pero el 16 de enero de 2003 tuvo que dimitir como consejero de la Junta de Galicia al saberse que una empresa relacionada con su familia había vendido 8.500 trajes de agua y 3.000 palas para limpiar el fuel vertido por el Prestige. Se supo finalmente que había sido sin beneficio, pero en realidad se trataba de una operación política de mayor calado, orquestada bajo la competencia por la sucesión de Manuel Fraga.